# Telaranea inaequalis
Telaranea inaequalis là một loài Rêu trong họ Lepidoziaceae. Loài này được R.M. Schust. ex J.J. Engel & G.L. Merr. mô tả khoa học đầu tiên năm 2004.